# Дио-Падре-Мизерикордиозо (титулярная диакония)
Дио-Падре-Мизерикордиозо — титулярная церковь была создана Папой Иоанном Павлом II в 2001 году. Титулярная диакония принадлежит церкви Дио-Падре-Мизерикордиозо, расположенной в квартале Рима Алессандрино, на Ларго Терцо Милленнио.

## История
В связи с празднованием Юбилейного 2000 года, генеральный викариат Рима в 1995 году начал международный архитектурный конкурс: среди представленных проектов, был тот, который выиграл Ричард Мейер, автор также нового здания в Риме, содержащего Алтарь Мира. Он сам представил свою работу перед Папой Иоанном Павлом II в Ватикане заявив: «Белые паруса приведут нас к новому миру». Для реализации проекта была выбрана периферийная зона в ещё развивающемся районе, в плане которого уже планировалось построить приходскую церковь, которая была первоначально посвящена Святому Папе Сильвестру I.
В марте 1998 года был заложен первый камень в основании церкви, но сложность работ привела к тому, что его инаугурации состоялась только в октябре 2003 года.

## Список кардиналов-дьяконов и кардиналов-священников титулярной диаконии Дио-Падре-Мизерикордиозо
- Крешенцио Сепе — (21 февраля 2001 — 20 мая 2006), титул pro illa vice (20 мая 2006 — по настоящее время).